# Córdoba Club de Fútbol 2013-2014
Questa voce raccoglie le informazioni riguardanti il Córdoba Club de Fútbol nelle competizioni ufficiali della stagione 2013-2014.

## Rosa
| N. |                        | Ruolo | Calciatore            |
| -- | ---------------------- | ----- | --------------------- |
| 1  | Spagna (bandiera)      | P     | Juan Carlos           |
| 2  | Paesi Bassi (bandiera) | D     | Jens Janse            |
| 3  | Spagna (bandiera)      | D     | Samu                  |
| 4  | Spagna (bandiera)      | D     | Iago Bouzón           |
| 5  | Spagna (bandiera)      | D     | Armando               |
| 6  | Spagna (bandiera)      | C     | Luso                  |
| 7  | Spagna (bandiera)      | D     | Cristian              |
| 8  | Argentina (bandiera)   | C     | Damián                |
| 9  | Spagna (bandiera)      | A     | Xisco                 |
| 10 | Messico (bandiera)     | C     | Ulises Dávila         |
| 11 | Francia (bandiera)     | A     | John-Christophe Ayina |
| 13 | Spagna (bandiera)      | P     | Mikel Saizar          |
| 14 | Spagna (bandiera)      | D     | Raúl Bravo            |

| N. |                      | Ruolo | Calciatore\|      |
| -- | -------------------- | ----- | ----------------- |
| 15 | Spagna (bandiera)    | C     | Pedro             |
| 16 | Argentina (bandiera) | A     | Eial Strahman     |
| 17 | Spagna (bandiera)    | C     | Joselu            |
| 19 | Spagna (bandiera)    | C     | José López Silva  |
| 20 | Spagna (bandiera)    | C     | Germán Pacheco    |
| 21 | Spagna (bandiera)    | C     | Carlos Caballero  |
| 23 | Spagna (bandiera)    | C     | Abel              |
| 24 | Spagna (bandiera)    | C     | Pelayo            |
| 25 | Spagna (bandiera)    | D     | Miguel Ángel Tena |
| 26 | Spagna (bandiera)    | P     | Antonio Sillero   |
| 27 | Spagna (bandiera)    | D     | Bernardo          |
| 28 | Spagna (bandiera)    | D     | Fran              |
| 33 | Spagna (bandiera)    | C     | Edu Campabadal    |